# Sexmo de Posaderas
El sexmo de Posaderas es una división administrativa española de origen medieval perteneciente a la Comunidad de Ciudad y Tierra de Segovia. Los sexmos son una división administrativa que, en un principio, equivalían a la sexta parte de un territorio determinado, generalmente comprendían una parte del término rural dependiente de una ciudad.
Su nombre y dispersión geográfica se debe a su origen en una collación de poblaciones que al contar con posadas gozaron desde la Reconquista hasta 1399 de privilegios fiscales y que finalmente formarían en ese año el sexmo más tardío del concejo.
En 1904 Muñoveros fue elegido su capital por votación y mayoría absoluta, tras siglos de reuniones bajo la presidencia del alcalde de Segovia. En 1928 se propuso que el sexmo desapareciera integrando a sus miembros en los sexmos mas cercanos, la oposición de las aldeas lo evitó y el sexmo continúa hasta nuestros días.

## Geografía

#### Límites
Tras la división provincial de 1833 cuenta con municipios en las provincias de Segovia y Ávila.

## Comunidad de Ciudad y Tierra de Segovia
La Comunidad de Ciudad y Tierra de Segovia se divide en 10 sexmos, aunque en un principio fueron seis. De los sexmos que pertenecen a la Comunidad de Ciudad y Tierra de Segovia ocho se encuadran dentro de la actual provincia de Segovia y dos en la provincia de Madrid. Estos sexmos son:
- San Lorenzo
- Santa Eulalia
- San Millán
- la Trinidad
- San Martín
- Cabezas
- el Espinar
- Posaderas
- Lozoya
- Casarrubios

Anteriormente también formaron parte los de:

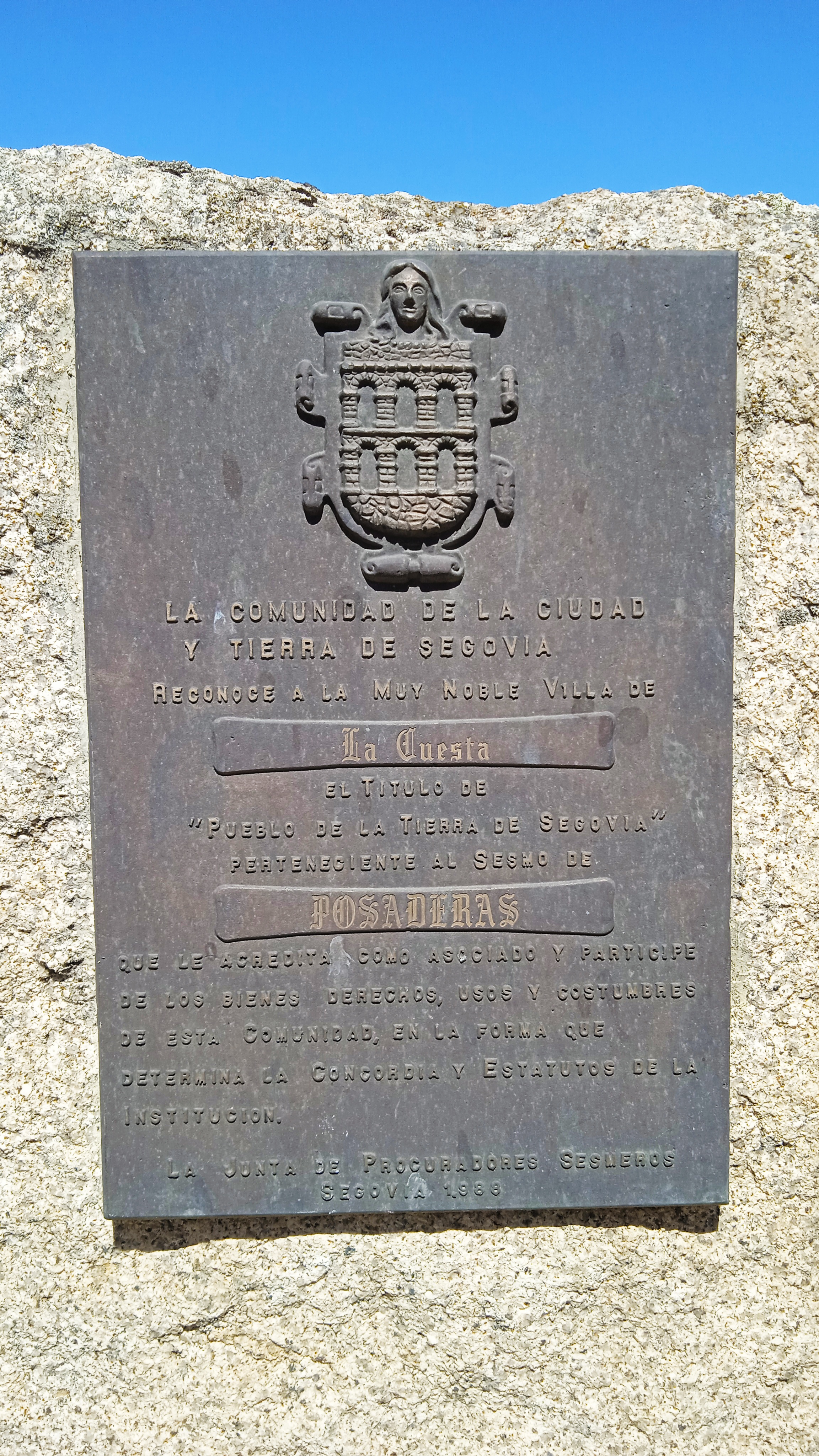
Placa que reconoce a La Cuesta como integrante del Sexmo de Posaderas

- Tajuña
- Manzanares
- Valdemoro

## Localidades del sexmo de Posaderas
El sexmo de Posaderas, parte de las Comunidades Segovianas, está encabezado por la localidad de Muñoveros desde 1904 y está compuesto por los siguientes pueblos desde su conformación:
- Santa María del Cubillo (integrada por Aldeavieja y Bascoeles)
- Muñoveros
- La Cuesta
- Carrascal
- Aldeasaz
- Berrocal
- Domingo García
- Aldeanueva del Codonal
- Aldehuela del Codonal
- Martín Muñoz de las Posadas

Varias de las antiguas villas episcopales, antiguo feudo del Obispado de Segovia, fueron posteriormente admitidas en el sexmo:
- Pelayos de Arroyo (1735)
- Sotosalbos (1735)
- Turégano (1793)